# Репресивна новомова
Репресивна новомова — це явище, яке характеризує мовні зміни та створення специфічної термінології, що відбувались у тоталітарних режимах, зокрема в Радянському Союзі, у 1930-х роках. Вона виникла як інструмент політичних репресій, соціального контролю та ідеологічного маніпулювання населенням. Новомова була спрямована на зміну смислів слів і понять з метою створення нової реальності, вигідної правлячій верхівці.

### Основні риси репресивної новомови
- Спрощення та стандартизація мови: Мова втрачала багатозначність та відтінки, слова набували однозначного тлумачення, яке підтримувало ідеологічний дискурс. Вживання одноманітних кліше, штампів і гасел допомагало підтримувати режим і однозначно інтерпретувати події та явища.

- Політизація лексики: Багато слів набули нового, політично забарвленого значення. Наприклад, слова «ворог народу», «шпигун», «саботажник» використовувалися для дискредитації та переслідування громадян, навіть якщо реальних підстав для звинувачення не існувало.

- Дегуманізація супротивників режиму: Однією з ключових функцій новомови було створення образу ворога, який дегуманізувався за допомогою вживання таких термінів, як «ворог народу», «контра», «зрадник». Це сприяло поширенню в суспільстві ненависті та недовіри до будь-якої інакодумності.

- Евфемізми для маскування репресій: Для приховування або пом'якшення жорстокості репресій використовувалися евфемізми. Наприклад, замість слів «арешт», «розстріл», «катування» вживалися такі терміни, як «ізоляція», «ліквідація» або «виведення з системи». Це дозволяло приховувати справжній масштаб і характер репресій.

- Зміна значення понять: Одним із основних інструментів новомови було радикальне перекручування смислів традиційних слів та понять. Наприклад, слова «свобода», «демократія», «право» в умовах тоталітаризму набули нових значень, які суперечили їхнім оригінальним дефініціям. Свобода в рамках репресивної системи означала свободу підтримувати партійну лінію, демократія стала синонімом партійної диктатури, а право — механізмом репресій.

### Роль новомови у політичних репресіях
Репресивна новомова виконувала важливу роль у пропаганді та підтримці культу особи Йосипа Сталіна. Мовні маніпуляції використовувалися для виправдання масових репресій, що розгорталися в СРСР у період так званих «чисток» та боротьби з «ворогами народу». За допомогою новомови влада спрощувала процес мобілізації громадської думки, зменшувала критичне мислення та перетворювала звичайних громадян на співучасників репресій.
Важливим аспектом стало те, що репресивна новомова фактично створювала нову соціальну реальність, в якій інакодумство прирівнювалося до злочину, а підтримка режиму ставала єдиним можливим способом виживання.

### Вплив на суспільство
Репресивна новомова сприяла поширенню атмосфери страху та недовіри в суспільстві. Люди були вимушені адаптуватися до нових мовних правил, щоб уникнути звинувачень або репресій. Вживання новомови стало одним із способів соціальної адаптації, проте воно також поглиблювало відчуження між громадянами та перетворювало їх на частину безликої маси, яку легко контролювати.
Термін «репресивна новомова» використовується для опису не тільки радянського контексту, але і всіх подібних явищ у тоталітарних режимах ХХ століття. Він є важливим інструментом для аналізу впливу мови на політичні процеси та роль мовної маніпуляції в підтримці репресивних систем.